# 셔우드숲

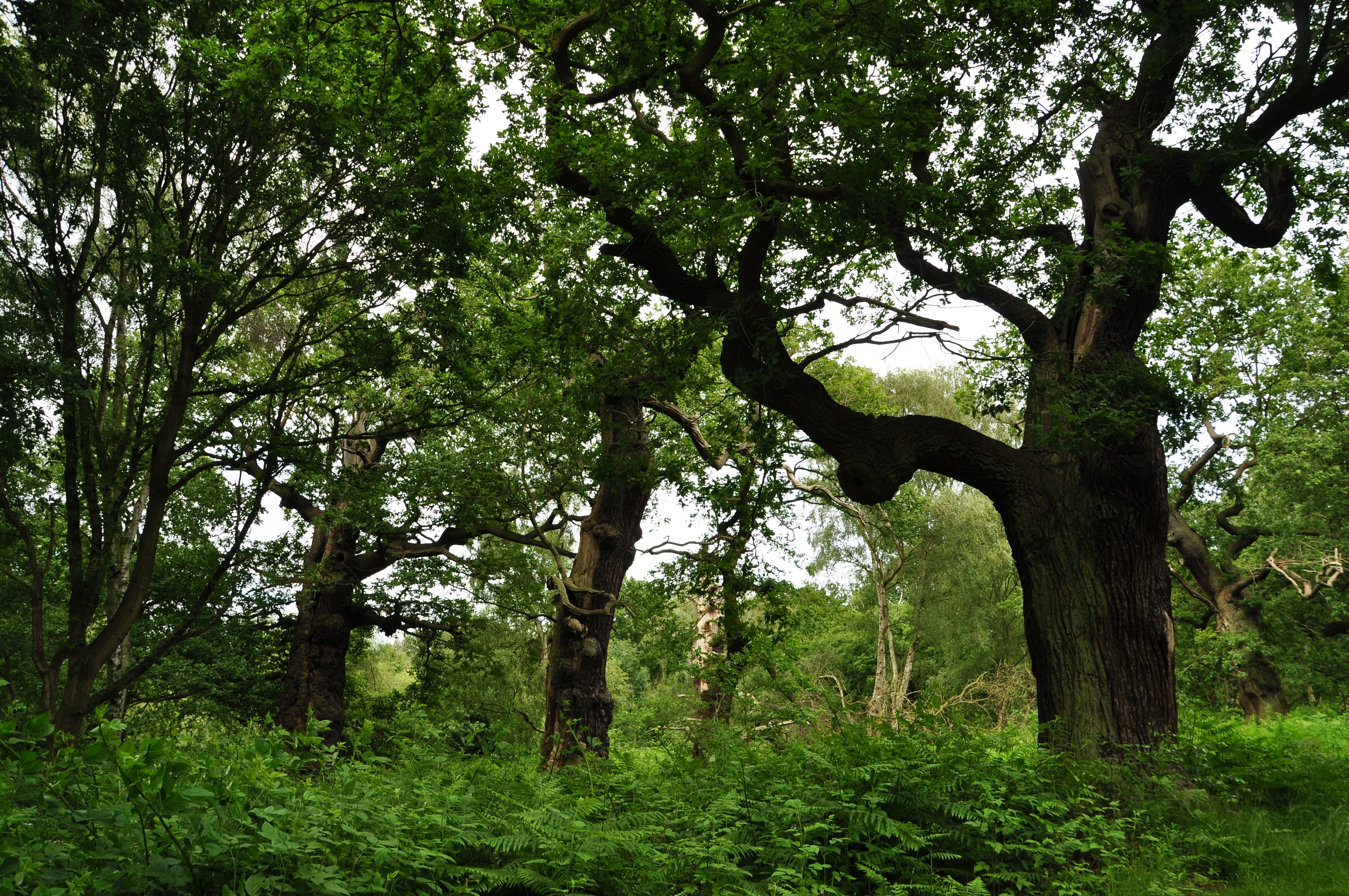

셔우드숲(영어: Sherwood Forest)은 잉글랜드 노팅엄셔에 있는 왕실 사유림이다. 로빈 후드 전설의 무대로 유명하다.
이 일대는 마지막 빙하기 말엽부터 수목이 우거졌다. 오늘날 셔우드숲 국립자연보존지역의 면적은 424.75 헥타르(1049.6 에이커)에 달한다. 원래 이것보다도 훨씬 더 큰 왕실 사냥숲이었고, 파괴되어 남아 있는 것만 이 정도다. 셔우드라는 이름은 노팅엄셔라는 셔(행정구역)의 숲이라는 지위에서 유래했다. 1086년 둠스데이 북이 편찬되었을 당시 셔우드숲의 면적은 7,800 헥타르(약 19,000 에이커)로, 노팅엄셔 전체 면적의 4분의 1에 달하는 거대한 숲이었다.